# トニック化

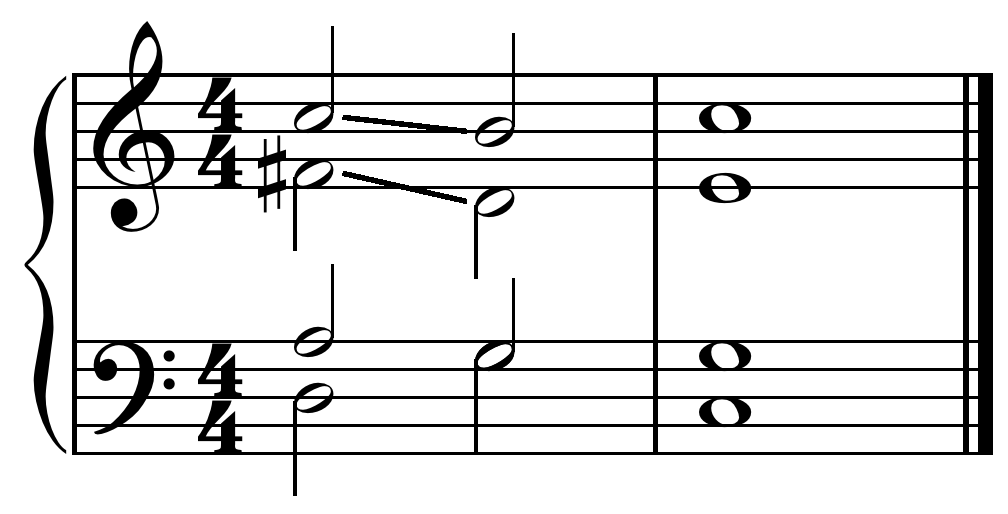
ハ長調におけるV度のV度の和音。四声体。.

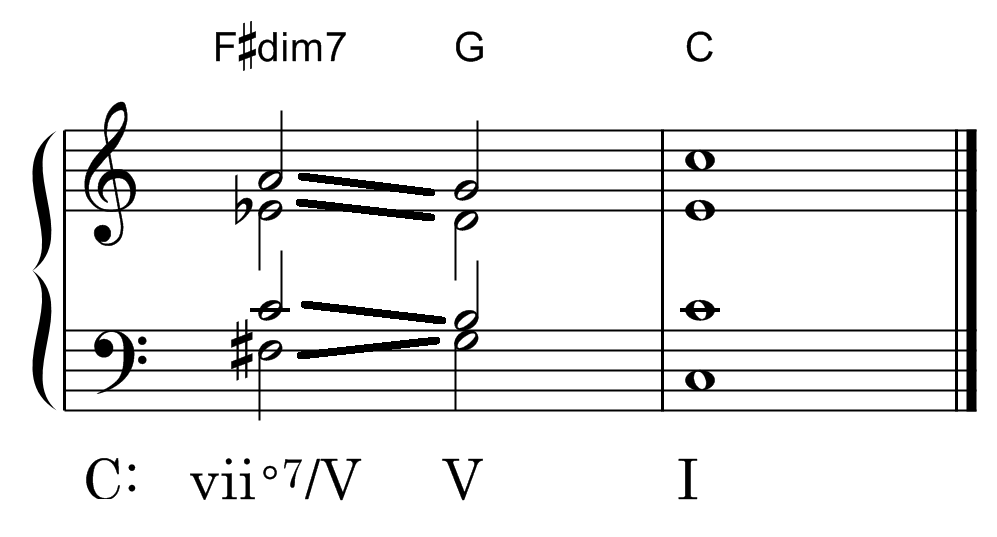
ハ長調における副次導和音を用いた進行。vii^{o}7/V - V - I 。これはIV7和音の変形とも考えられる（F-A-C-E が F♯-A-C-E♭に変化した）。

音楽においてトニック化 tonicization とは、主調の主音ではない音を一時的な主音 a temporary tonic として扱う作曲の手法である。トニック化を行うには、副次調（トニック化の対象となる調）の音階と和声を用いる。最も一般的には、広義の導音（音階の第7音および第4音）、属和音→主和音への和音進行、またはそれらの組み合わせが用いられる。トニック化は調性的な半音階主義 tonal chromaticism の一例である。トニック化は転調と大きな違いはない。なぜなら、転調とは長いトニック化に過ぎず、転調前の調の影響はなお明白だからである。
トニック化された和音 a tonicized chord とは、副次ドミナント secondary dominant（セカンダリー・ドミナント）の後続和音のことである。たとえばV/iiにおけるiiである。トニック化できるのは長和音と短和音のみである。和音が1楽句以上トニックとして扱われた場合は転調として認識されるという原則がある。

## 音階の変更
トニックを変更するためには、調を規定する音（つまり音階）を変更しなければならない。たとえば、ハ長調の音階はC-D-E-F-G-A-B-Cで構成される。ト長調をトニック化するには、ト長調の音階G-A-B-C-D-E-F♯-Gに適合するように、FはF♯に変更されなければならない。つまり、元のハ長調音階のFの代わりに（ト長調の導音として）F♯が用いられることになる。
同様に、ヘ長調をトニック化するには、ヘ長調の音階F-G-A-B♭-C-D-E-Fを作るために、ハ長調の音階のBをB♭に変更しなければならない。ここでB♭はFの長三和音の第3音Aに解決する下行限定進行音として機能する。
譜例はトニック化で用いられる最も一般的な変化音を示している。これらはトニック化された調における、音階の第7音→第8音（伝統的な「導音」、たとえばト長調におけるF♯→G）および第4音→第3音（ヘ長調においてはB♭→A）の進行である。より遠隔な調をごく僅かの間トニック化する場合は特に、音階をまるまる遠隔調のものに交換するという大がかりな変更をしなくても、これら2音のどちらかまたは両方を変化させるだけで十分だろう。

## 副次和声の使用
変化音が含まれる旋律を聴くと、しばしばごく弱いトニック化を感じる。より強いトニック化は、トニック化された調の音だけではなく、トニック化された調の和音（内部調の所属和音または内属和音）を借用することによっても行われる（「副次和音 secondary chords」や「副次和声 secondary harmonies」として知られる）。
そのような和音のうちもっとも一般的なものは副次ドミナント（セカンダリー・ドミナント）、つまりトニック化された調のドミナントで、通常次のいずれかである：V、V7、viio（通常は基本形以外で）、またはviio7（しばしば基本形で）。
楽曲分析において（en:diatonic functionを参照）、副次ドミナントは、トニック化された音階の度数と、使用される副次ドミナント和音の種類とを分ける斜線を伴って記譜される。
たとえば、主調がハ長調で、ヘ長調（ハ長調のサブドミナントであり音階の第4度）のトニック化が所望であれば、ヘ長調のV7和音（これはC7である）を、Fへの副次ドミナントとして用いることができる。この場合、この副次ドミナント和音は斜線を用いて次のように記すことができる：「V7/IV」（「five seven over four」と発音される）。もしヘ長調のviio7（Eo7）がV7和音の代わりに用いられたなら、次のように記譜されるだろう：「viio7/IV」（「seven diminished seven over four」と発音）。
ここで述べた3種の副次ドミナント和音（V7、viio、そしてviio7）は、トニック化された調の両方の導音、第7音と第4音を含むことを指摘しておく。
より長いトニック化はその他の副次和音、つまりトニック化された調のサブドミナントやトニックの三和音といったものを含む。一般的に副次ドミナントはトニック化された調の主和音の三和音に解決するが、これは必ずしも必要というわけではない。このような、到達先の主和音が実際には鳴らないトニック化は、半終止または偽終止の場合に、とりわけよく見られる。
大規模な曲では、内部調（または副次調＝トニック化された調）が非常に長く続き、部分的な主調であるかのようになることがある。これを2次主調あるいは2次内部調という。たとえば複合三部形式の中間部やソナタ形式の第2主題部分にみられる。
2つの調の間を行き来させるのに使用可能な和声進行の種類についての詳細は、転調を参照のこと。
ポピュラー音楽における副次和声の使用例は、en:List of songs with chromatic harmonyを参照のこと。